# هاينس غروسمان
هاينس غروسمان (بالألمانية: Hannes Grossmann)‏ هو طبال وعازف بيانو ألماني، ولد في 8 سبتمبر 1982 في ألمانيا.

## وصلات خارجية
- الموقع الرسمي
- هاينس غروسمان على موقع ميوزك برينز (الإنجليزية)
- هاينس غروسمان على موقع أول ميوزيك (الإنجليزية)
- هاينس غروسمان على موقع ديسكوغز (الإنجليزية)